# Patrick Ogunsoto
Patrick Babatunde Ogunsoto (Lagos, 19 aprile 1983) è un ex calciatore nigeriano, di ruolo attaccante.